# 日野重政
日野 重政（ひの しげまさ）は、室町時代前期から中期にかけての公家。藤原北家真夏流日野家、権大納言・日野義資の長男。官位は蔵人・右少弁、贈従二位・内大臣。裏松家（室町期）当主。

## 経歴
最初は政光と名乗っていた。父・義資が6代将軍・足利義教に蟄居を命じられ家督を継ぐ。永享6年（1434年）に義資が何者かに暗殺されたため出家し所領を没収された。
叔母・重子の計らいで家督は嫡男・勝光が継いだ。のち、還俗して重政と名乗り、娘・富子を儲けた。

## 系譜
- 父：日野義資
- 母：不詳
- 妻：北大路苗子 - 従三位。北小路禅尼
  - 男子：日野勝光
  - 女子：日野富子 - 勝光の妹。足利義政の正室
- 生母不明の子女
  - 女子：日野良子 - 妙音院。足利義視の正室
  - 男子：永俊 - 11代将軍・足利義澄の正室・日野阿子の父
  - 男子：日野資治 - 日野兼興の養子